# Бойнебург-Ленгсфельд, Ганс фон
Ганс фон Бойнебург-Ленгсфельд (нем. Hans von Boineburg-Lengsfeld; 9 июня 1889 — 20 ноября 1980) — генерал вермахта гитлеровской Германии во время Второй мировой войны (1939—1945), командовал 4-й и 23-й танковыми дивизиями. Награждён Рыцарским крестом Железного креста.

## Биография
Родился 9 июня 1889 года в Тюрингии, в 1910 году вступил в ряды вооружённых сил Германской империи в звании фанен-юнкера. Служил в лёгкой пехоте и принимал участие в Первой мировой войне. В межвоенный период служил в рейхсвере, а затем в вермахте. С 1938 по 1939 год возглавлял 1-й стрелковый полк, прежде чем стал командиром 4-й стрелковой бригады 4-й танковой дивизии, принимавшей участие в Польской кампании вермахта. В мае 1940 года временно командовал дивизией в течение нескольких дней, во время Голландской операции и был награждён Рыцарским крестом Железного креста 19 июля 1940 года. С конца июля по сентябрь 1940 года в звании оберста командовал 4-й танковой дивизией. Затем был переведен в 7-ю танковую дивизию, которая располагалась на оккупированной части Франции, а затем принял участие в операции «Барбаросса» в качестве командира 7-й стрелковой бригады.
В сентябре 1941 года была сформирована 23-я танковая дивизия, командиром был назначен Ганс фон Бойнбург-Ленгсфельд. Вскоре после этого был повышен в звании до генерал-майора. Возглавил дивизию во время битвы за Кавказ, но был освобожден от командования из-за «дела майора Рейхеля», когда план «Блау» (кодовое название летнего наступления вермахта на юге СССР) попали в руки противника. Однако, когда его преемник генерал-майор Эрвин Мак погиб в бою, он вернулся на должность командира дивизии. В конце декабря 1942 года получив повышение до генерал-лейтенанта после того, как несколькими неделями пострадал с результате несчастного случая с танком. С несколькими переломами провёл длительный период в больнице.
После выздоровления Ганс фон Бойнебург-Ленгсфельд стал комендантом Парижа. Когда этот город был захвачен союзниками в августе 1944 года, занял должность в Верховном командовании вермахта (Запад). Его участие в заговоре 20 июля с целью убийства Адольфа Гитлера осталось незамеченным, и он закончил войну в Бергене в качестве командующего территорией. Умер 20 ноября 1980 года в Фельсберге.